# Aragão de Mattos Leão Filho
Aragão de Mattos Leão Filho (Guarapuava, 4 de julho de 1946 - Curitiba, 8 de julho de 1999) foi um agropecuarista, médico, empresário e político brasileiro filiado ao Partido do Movimento Democrático Brasileiro (PMDB).

## Biografia
Filho de Aragão de Mattos Leão e Nabia de Mattos Leão, estudou medicina na Universidade Federal do Paraná.
Foi diretor do Laboratório Santa Clara e proprietário do Hospital Belém ambos em Guarapuava.
Foi casado com Gisele de Matos Leão com quem teve quatro filhos.
Morreu em 8 de julho de 1999.